# Back-On
Back-On (バックオン Bakkuon?) (estilizado como BACK-ON ) es una banda japonesa de rock originaria de Tokyo, Japón. Ellos son conocidos por la creación de temas de anime, como el tema de apertura de Air Gear, "Chain", también el de Murder Princess "Hikari Sasuhou (metal ver.)" y el de Eyeshield 21 "Blaze Line", entre otros. Aunque también han escrito temas de cierre para varios animes y programas de televisión, estos incluyen "Flower" y "A Day Dreaming" para Eyeshield 21, y "Butterfly" para el drama de TV Shinjuku Swan, y más recientemente "Sands of Time" para el drama de TV móvil K-tai Investigator 7.
Ellos tienen un proyecto paralelo en una banda llamada BAReeeeeeeeeeN (バリーン Barīn?) junto con el grupo de pop GReeeeN, producido por Jin (entonces 10 personas = 10 e) y su single debut "Ashiato" salió a la venta el 1 de octubre de 2008. Esta canción se posicionó como # 1 en el USEN y los charts de descargar digital chaka-uta.
Los sencillos "Flyaway" y "Where Is the Future?" fueron creados como temas musicales para el juego de PSP Tales of the World: Radiant Mythology 2, que fue lanzado exclusivamente en Japón el 28 de enero de 2009.
Su single One Step!/Tomorrow Never Knows salió a la venta el 27 de enero de 2010; la canción "Tomorrow Never Knows" fue utilizado como el tema musical de fondo para el comercial de café Dydo con Teppei Tajima, el internauta japonés.

## Historia de la banda
Kenji03 y Gori eran amigos desde la infancia, al haber asistido a la misma escuela en Adachi Ward de Tokio. En su 6 º año en la escuela, quisieron formar una banda, cada uno lo hizo por separado. En la escuela secundaria, Kenji03 se reunió con Teeda, mientras Gori se reunió con Shu. Cada uno de los miembros actuales se inició en bandas separadas, pero finalmente se unieron para formar su propia banda. Poco después de su formación, Kenji03 se reunió con un amigo de su hermano conocido como Macchin, quien se unió a la banda como baterista, completando así la formación. Aunque tiempo después este fue reemplazado por Icchan.
BACK-ON hizo su primera aparición internacional en el "Anime Matsuri" el 28 de abril de 2007 en Houston, Texas, y fueron invitados recientemente a el "Anime Matsuri" 2010. Desde entonces, han aparecido en el "Vancouver Anime Evolution" en agosto de 2007, y el "Anime EE.UU." en Arlington, Virginia, en noviembre de 2007. También fueron invitados por los jueces de "Anime Idol 2007" en "Anime Evolution". En abril de 2014 se presentarán en dos ciudades de México como parte del festival de música japonesa J'Fest.

## Miembros de la banda

### Actuales
- Kenji03 - Voz, Guitarra rítmica (2002–presente)
- Teeda - Voz, MC (2002–presente)
- Gori - Bajo (2002–presente)
- Shu - Guitarra (2002–presente)

### Exmiembros
- Macchin - Batería (2002–2006)
- Icchan - Batería (2006–2011)

## Discografía

### Singles
| Solos   | Títulos                                     | Canciones | Fecha de lanzamiento     |
| ------- | ------------------------------------------- | --- | ------------------------ |
| 1ero    | "Chain"                                     | 1. "Chain" 2. "Believer" 3. "Kodou" (鼓動? "Pulse")                                                                                   | 7 de junio de 2006       |
| 2.º     | "Blaze Line/A Day Dreaming..."              | 1. "Blaze Line" 2. "A Day Dreaming..." 3. "Eyes" 4. "Blaze Line" (TV size) 5. "A Day Dreaming..." (TV size)                           | 6 de junio de 2007       |
| 3ero    | "Butterfly"                                 | 1. "Butterfly" 2. "Spark" 3. "Drive" (Shutokou Remix) (Drive (首都高 Remix)?)                                                         | 19 de septiembre de 2007 |
| 4.º     | "Flower"                                    | 1. "Flower" 2. "Zero" 3. "Colors" | 19 de septiembre de 2007 |
| 5.º     | "Sands of Time"                             | 1. "Sands of Time" 2. "Message for Kidz" 3. "Fifty/50"                                                                                | 21 de mayo de 2008       |
| 6.º     | "Flyaway"                                   | 1. "Flyaway" 2. "Where Is the Future?" 3. "Re:Start" 4. "Flyaway" ("Tales of" Remix) (limited edition CD only)                        | 28 de enero de 2009      |
| Séptimo | "One Step! feat. Mini/Tomorrow Never Knows" | 1. "One Step! feat. Mini" 2. "Tomorrow Never Knows"                                                                                   | 27 de enero de 2010      |
| Octavo  | "Tell Me"                                   | 1. "Tell Me" 2. "Discovery" | 19 de enero de 2011      |
| Noveno  | "With You Feat. Me"                         | 1. "With You Feat. Me (Misono)" 2. "Nagareboshi" (流れ星? "Shooting Star") 3. "With You" ("Tales of" Remix) (limited edition CD only) | 9 de febrero de 2011     |
| Décimo  | "Connectus and selfish"                     | 1. Connectus and selfish 2. flyaway 3. We are.... 4. Ashiato( BareeeeeeeeeeN)                                                         | 17 de agosto de 2011     |

### Mini-albums
| Album | Título       | Canciones | Fecha de lanzamiento               |
| ----- | ------------ | --- | ---------------------------------- |
| 1ero  | Adachi Tribe | 1. Intro feat. DJ Takaki 2. Over 3. Dreamer 4. Forward 5. Sono Mama De (そのままで? "As Is") 6. Ultimate Adachi (アルティメット足立 Arutimetto Adachi?) | 27 de octubre de 2004              |
| 2.º   | Hero         | 1. Flydom 2. Nuts Tribe 3. Ultimate Adachi (アルティメット足立 Arutimetto Adachi?) 4. Over (Leave It Alone Mix) 5. Soul Shout (Studio Live)             | 13 de julio de 2005 (Out of Print) |
| 3ero  | Baby Rock    | 1. Gaku-Ten 2. Blow 3. Flydom 4. Forward 5. Feel 6. Nuts Tribe 7. Lucky (ラッキー Rakkī?) 8. So Many Tears                                              | 19 de octubre de 2005              |
| 4.º   | New World    | 1. New World 2. Chain (Album Mix) 3. Rain 4. Hikari Sasuhou (ヒカリサスホウ?) 5. Drive 6. Make Some Noise                                               | 26 de noviembre de 2006            |

### Full albums
| Album | Título      | Canciones | Fecha de lanzamiento    |
| ----- | ----------- | --- | ----------------------- |
| 1ero  | Yes!!!      | 1. Hatenaki Michi e (果てなき道へ? "To the Endless Road") [LA mix] 2. Flower [LA mix] 3. New World 4. Sands of Time 5. Butterfly 6. Blaze Line 7. Drive 8. A Day Dreaming... 9. Sono Mama De (そのままで? "As it is") [New Ver.] 10. Hikari Sasuhou (ヒカリサスホウ?) [New World Ver.] 11. Chain [LA mix] 12. Flydom 13. BAReeeeeeeeeeN / Color [LA mix] (bonus track) 14. BAReeeeeeeeeeN / Ashiato (足跡? "Footprint") [LA mix] (bonus track) | 12 de noviembre de 2008 |
| 2.º   | Hello World | 1. Beginning 2. Rockstar Anthem 3. With You feat. Me 4. Apologize 5. Twenty Four / 7 6. Tell Me 7. Flyaway 8. Hero 9. Tomorrow Never Knows -album ver.- 10. We Are... 11. One Step! feat. mini 12. Hare Days | 16 de febrero de 2011   |

## Las canciones utilizadas en los medios de comunicación
- Air Gear Opening: "Chain"
- Fairy Tail Opening 16: "Strike Back"
- Murder Princess Opening: "Hikari Sasuhou (FK Metal ver.)" (ヒカリサスホウ (FK Metal ver.)?)
- Eyeshield 21 4.º Opening: "Blaze Line"
- Eyeshield 21 5.º Ending: "A Day Dreaming..."
- Eyeshield 21 6.º Ending: "Flower"
- Tokyo Mayokara 1.er tema: "Kodou" (鼓動?  "Pulse")
- Tokyo Mayokara 2.º tema: "Colors"
- Shinjuku Swan Ending: "Butterfly"
- K-tai Investigator 7 Ending: "Sands of Time"
- Tales of the World: Radiant Mythology 2 Opening: "Flyaway"
- Tales of the World: Radiant Mythology 2 Ending: "Where Is the Future?"
- IAMS animales de Japón 2009 refugio tema de la serie: "We Are..."
- DyDo coffee TV CM Theme: "Tomorrow Never Knows"
- Tales of the World: Radiant Mythology 3 Opening: "With You feat. Me (Misono Koda)"
- Tales of the World: Radiant Mythology 3 Ending:"Nagareboshi" (流れ星?  "Shooting Star")
- Gundam Build Fighters Try  Opening: "Cerulean"
- Gundam Build Fighters  Opening: "Nibun no Ichi"
- Lesson of the Evil tema película: "Ice cream"

## Videografía

### PV
- Gaku-Ten
- Flydom
- Nuts Tribe
- Kodou (鼓動?  "Pulse")
- Chain
- New World
- A Day Dreaming...
- Blaze Line
- Flower
- Butterfly
- Sands of Time
- Flyaway
- One Step!
- Tell Me
- With You